# Escherichia coli O104:H4
Escherichia coli O104:H4 er en verotoksin-producerende Escherichia coli og er (pr. 2011) en sjælden serotype af bakteriearten Escherichia coli.

## E. coli O104:H4 varianten fra 2011-udbruddet
Genomisk sekvensering af BGI-Shenzhen afslørede at bakterievarianten O104:H4 der var årsagen til E. coli-udbruddet i 2011, tilhører til en "super-giftig stamme", som bl.a. har nogle virulente muligheder fra en anden patogen E. Coli; enteroaggregative E. coli (EAEC 55989)
 
og fra andre stammer sandsynligvis via horisontal genoverførsel.

 
Stammen lader ikke til at være ny, baseret på to DNA-sekventeringer, da den (næsten) er identisk med E. coli ST678 fundet i 2001.

Det bemærkelsesværdige ved O104:H4 fra 2011 er, at flere (ca. 1/3) får hæmolytisk-uræmisk syndrom end med andre STEC-stammer, hvor kun 10% får hæmolytisk-uræmisk syndrom. Hæmolytisk-uræmisk syndrom medfører blodig diarré (dysenteri) og colitis og i værste fald nyresvigt og død, grundet det aktive giftstof kaldet verotoksin.

## Historisk
Der er dokumenteret et tilfælde af sygdom grundet denne bakterie, det var da en koreansk kvinde blev syg i 2005.